# Hala sterowcowa w Toruniu
Hala sterowcowa – hala wybudowana na początku XX wieku, która znajdowała się w zachodniej części miasta, w dzielnicy Bielany, przy ul. Balonowej. Rozebrana  na początku lat 50. XX wieku.

## Charakterystyka
Była to stalowa konstrukcja szkieletowa wypełniona płytami z eternitu. Na krótszych ścianach znajdowały się bramy, które otwierano  ręcznie przy pomocy kołowrotków. Tak uzyskana siła przesuwała koła drzwi po odpowiednio ustawionych szynach. Hala miała 101 m długości, 25 m szerokości i 23 m wysokości. Równolegle do dłuższych ścian budynku powstały liczne przybudówki. Hala zorientowana była mniej więcej w linii północ-południe, o czym świadczyć mogą archiwalne fotografie. Przeznaczona była dla średniej wielkości balonów obserwacyjnych „Parseval”, Krótko stacjonował w Toruniu także półsztywny sterowiec Parseval PL 16. Obiekt usytuowany był w pobliżu stacji kolejowej Toruń Zachodni (wówczas Thorn Schulstraße). Od zachodu do hali wiodła dzisiejsza ulica Balonowa (dawniej Zeppelinstraße), która prowadziła do niezabudowanego początkowo pola, będącego lądowiskiem dla balonów. Stosunkowo niewielka odległość hali od lotniska powodowała niekiedy konflikty przy starcie i lądowaniu poszczególnych maszyn.

## Historia
W 1909 roku, na potrzeby Twierdzy Toruń, szczecińskie przedsiębiorstwo J. Gollnow & Sohn rozpoczęło budowę hali sterowcowej. Obiekt powstał w odległości około 500 metrów na zachód od zabudowań Chełmińskiego Przedmieścia oraz ok. 1,5 km na północny zachód od centrum miasta.
18 stycznia 1920 roku do Torunia wkroczyły wojska polskie. Zajęto wówczas Koszary Wrangla (później nazywane Koszarami Prądzyńskiego) przy ówczesnej ulicy Szkolnej, jak również pobliską halę sterowców. Zgodnie z przewidywaniami, hala, podobnie jak wszystkie budynki na terenie lądowiska, była jednak pusta. Był to jeden z trzech w Polsce (obok Poznania na Winiarach i Legionowa) obiektów mogących pomieścić tak duże jednostki latające, jakimi były sterowce.

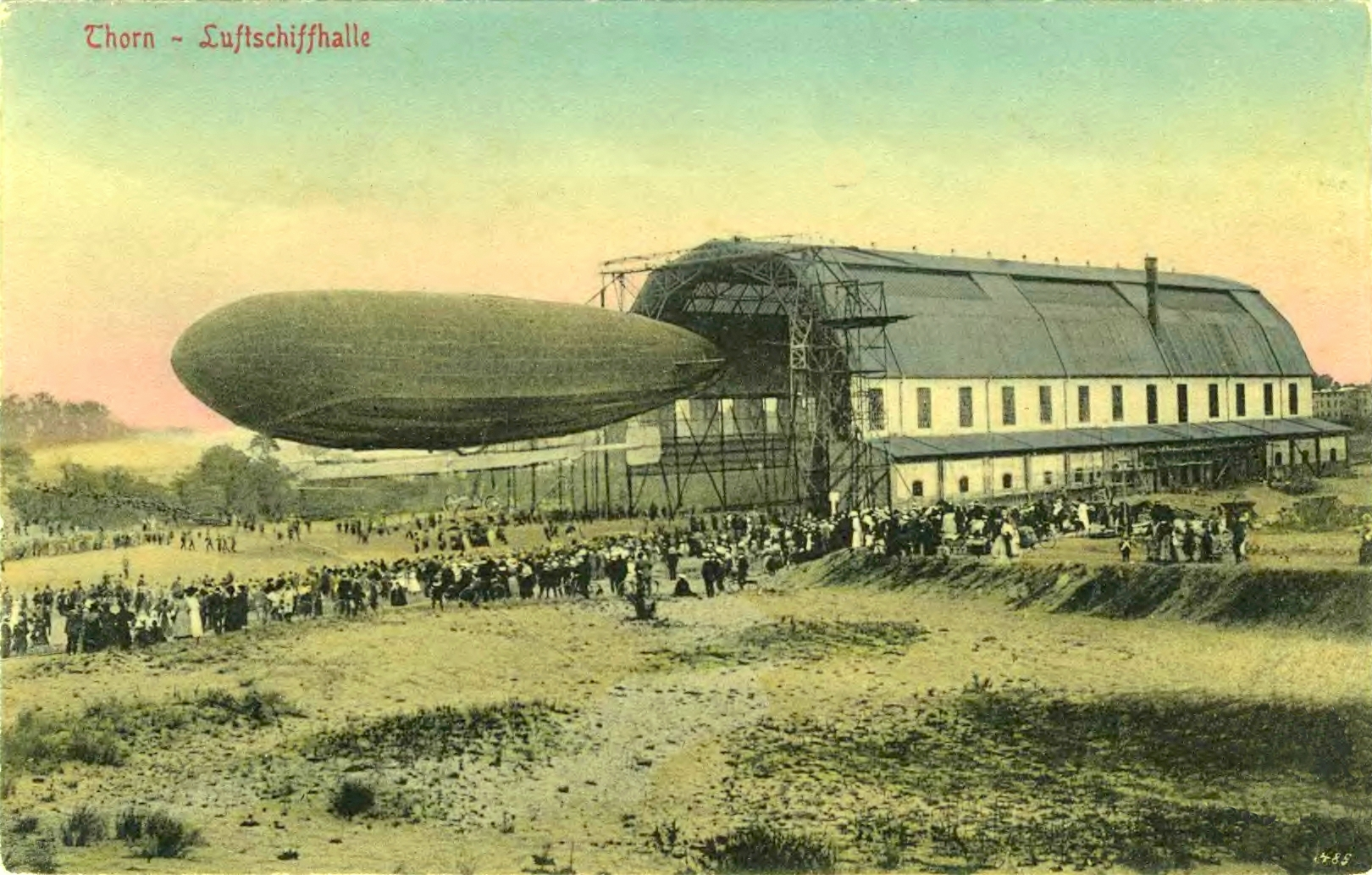
Wyprowadzenie sterowca Parseval PL 16 (P IV) z toruńskiej hali. Pocztówka z około 1914 roku

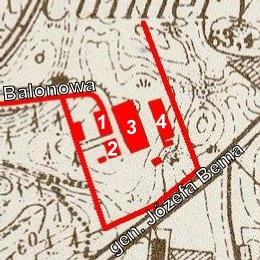
Fragment planu Torunia z 1940 roku.
1. magazyn balonów,
2. wytwórnia wodoru,
3. hala sterowcowa,
4. garaże

W 1920 roku kierownictwo nad zaniedbanym portem przejął mjr Konstanty Kamieński, dowódca stacjonującego odtąd w Toruniu III Batalionu Aeronautycznego. Za jego rządów teren lądowiska uprzątnięto a także ustawiono wartownię, w której pobliżu wystawiono pomnik ku czci poległych żołnierzy Wojsk Balonowych. Pomnik ten w 1938 roku zdemontowano i ponownie odsłonięto w Parku Miejskim. W lutym 1921 roku do Torunia przeniesiono Oficerską Szkołę Aeronautyczną. Pomimo jej rozwiązania trzy lata później, w porcie nadal odbywały się oficjalne wojskowe ćwiczenia balonowe.
W 1922 roku w kilkunastu skrzyniach przywieziono do Torunia jedyny polski sterowiec, któremu nadano imię Lech. Był to używany francuski miękki sterowiec „Zodiac VZ-11” klasy Vedette, który w polskiej służbie pozostawał do 1928 roku.
W 1925 roku doszło do porozumienia pomiędzy Ministerstwem Spraw Wojskowych a władzami Torunia w sprawie wymiany działek. Na jego mocy wojsko przekazało miastu tereny poforteczne w pobliżu Starówki, a w zamian miasto oddało wojsku tereny położone w pobliżu ówczesnych granic administracyjnych. Jednym ze skutków tegoż układu było powiększenie terenu portu sterowcowego m.in. o działki przylegające do ulicy Bema.
W toruńskim porcie sterowcowo-balonowym stacjonowały kolejno III Batalion Aeronautyczny (1920–1923), Szkolny Batalion przy Oficerskiej Szkole Aeronautycznej (1921–1924) oraz 1 Batalion Balonowy (1923–1930).
Po II wojnie światowej, na początku lat 50., metalową konstrukcję hali zdemontowano i wywieziono z Torunia. Według różnych źródeł, jej elementy zostały użyte przy wrocławskiej Hali Ludowej lub hali Wytwórni Filmów Fabularnych w Łodzi.
Pozostałe zabudowania portu przeznaczono na magazyny Okręgowego Mundurowego Zakładu Produkcyjno-Usługowego przy 4. Rejonowej Bazie Materiałowej w Grudziądzu. Część terenu przyległa do ulicy Bema została w 2009 roku odsprzedana miastu – na działce tej powstała hala widowiskowo-sportowa Arena Toruń.